# (10234) Sixtygarden
(10234) Sixtygarden es un asteroide que forma parte del cinturón de asteroides y fue descubierto por Jana Tichá y Miloš Tichý el 27 de diciembre de 1997 desde el Observatorio Kleť, cerca de České Budějovice, República Checa.

## Designación y nombre
Recibió inicialmente la designación de 1997 YB8.
60 Garden Street es la dirección del Centro de astrofísica Harvard-Smithsonian. Los observadores de planetas menores y cometas lo conocen como la sede del Centro de Planetas Menores y de la Oficina Central de Telegramas Astronómicos, que comunican noticias de última hora sobre descubrimientos astronómicos a la comunidad internacional.

## Características orbitales
Sixtygarden orbita a una distancia media de 2,986 ua del Sol, pudiendo acercarse hasta 2,770 ua y alejarse hasta 3,203 ua. Tiene una inclinación orbital de 10,534 grados y una excentricidad de 0,072. Emplea 1884,75 días en completar una órbita alrededor del Sol.
Pertenece a la familia de asteroides de (221) Eos.

## Características físicas
La magnitud absoluta de Sixtygarden es 12,84. Tiene 9,088 km de diámetro y su albedo se estima en 0,235.